# Mikroregion São Miguel do Oeste

Mikroregion São Miguel do Oeste

Mikroregion São Miguel do Oeste – mikroregion w brazylijskim stanie Santa Catarina należący do mezoregionu Oeste Catarinense. Ma powierzchnię 4.085,7 km²

## Gminy
- Anchieta
- Bandeirante
- Barra Bonita
- Belmonte
- Descanso
- Dionísio Cerqueira
- Guaraciaba
- Guarujá do Sul
- Iporã do Oeste
- Itapiranga
- Mondaí
- Palma Sola
- Paraíso
- Princesa
- Riqueza
- Romelândia
- Santa Helena
- São João do Oeste
- São José do Cedro
- São Miguel do Oeste
- Tunápolis